# Hypseocharis pimpinellifolia
Hypseocharis pimpinellifolia är en näveväxtart som beskrevs av Esprit Alexandre Remy. Hypseocharis pimpinellifolia ingår i släktet Hypseocharis och familjen näveväxter. Inga underarter finns listade i Catalogue of Life.